# Valea Leșului
Valea Leșului – wieś w Rumunii, w okręgu Sălaj, w gminie Lozna. W 2011 roku liczyła 78 mieszkańców.